# Лука (Маловишерский район)
Лука — деревня в Маловишерском муниципальном районе Новгородской области России. Входит в Веребьинское сельское поселение.
Рядом с деревней находится Веребьинская насыпь через реку Веребья — основной инженерный элемент Веребьинского обхода главного хода Октябрьской железной дороги.
В 1924 году в деревне открыли детский дом для детей-инвалидов им. Ушинского и интернат для инвалидов «Сосновая Роща». В 1974 году, после перевода детдома в поселок Шимск, открылся психоневрологический интернат «Оксочи». В 2000 году два интерната объединили.
Некоторое время в детдоме им. Ушинского работали врач, богослов и церковный историк Иван Андреевский, а также протоиерей Викторин Добронравов, причисленный к лику святых Русской православной церкви.
Населённый пункт приобрёл известность после пожара в мужском корпусе интерната «Оксочи», произошедшего в ночь на 13 сентября 2013 года. Тогда погибли 37 человек, в том числе медсестра Юлия Евгеньевна Ануфриева, посмертно награждённая Орденом Мужества за спасение пациентов. В связи с этим событием в Новгородской области был назначен день траура.
Мужской корпус «Оксочей» располагался в усадьбе «Манка», принадлежавшей статскому советнику Павлу Игнатьевичу Сухиничу, который перед революцией построил школу в соседней деревне Оксочи. Предположительно, возраст строения мог достигать 150—200 лет. Женское отделение интерната расположилось в усадьбе «Гнездышко», предположительно, построенной в 1890-е годы — параллельно со строительством Веребьинского обхода.
Интернат был восстановлен в соседней деревне Подгорное. Первое новое здание открылось в конце 2013 года, в начале 2015 года в строй вошел ещё один корпус, построенный на деньги бизнесмена и общественного деятеля Вячеслава Кантора. Стоимость работ составила 100 млн рублей.